# Ferrán Núñez
Ferrán Núñez (Bucarest, 1963) es un escritor, profesor y activista de derechos humanos. De origen cubano posee las nacionalidades cubana, española y francesa.

## Trayectoria
Fernando Núñez nació en Rumanía. Se graduó en la Escuela Inter Armas de las Fuerzas Armadas Revolucionarias de Cuba (FAR). Participó en la guerra de Nicaragua como asesor militar en 1985.
En 1989 fue encarcelado en La Habana, durante meses, en la prisión llamada Villa Marista por sus escritos contestatarios, calificados por el régimen de Fidel Castro como "propaganda enemiga." Víctima de denuncia, fue expulsado de las Fuerzas Armadas Revolucionarias de Cuba por "desafecto al proceso revolucionario e incompatibilidad moral"; pasó al exilio en Francia gracias a la intervención, a su favor, de la fundación Francia Libertades - Fundación Danielle-Mitterrand, dirigida por Danielle Mitterrand, en 1992.
En 1997 obtuvo un Diploma de Estudios Avanzados en Lengua Literatura y Civilización Hispanoamericanas en la Universidad de París VIII, Saint Denis.
Colabora regularmente para diferentes portales como, El Librepensador, Instituto Mises Hispano o CUBANET.
Desde 2012, dirige la Asociación Autonomía Concertada para Cuba, que reclama la reunificación de Cuba con España.

## Obras
- 1993, El Desierto que canta: Poesía "underground" cubana, Antología, Endowment for Cuban American Studies, 1st. ed edition, Omar López Montenegro.
- 1993, Linden Line Magazine, poesía.
- 2007, Ínsulas al pairo. Poetas cubanos en París], Aduana Vieja, Valencia, Antología, William Navarrete.
- 2013, Le village afghan, novela, Les Editions du Net, 344 páginas. ISBN 2312023059, ISBN 9782312023052
- 2013, Cuba Española. Un proyecto para el siglo XXI, ensayo, Les Editions du Net, 126 páginas. ISBN 2312010356, ISBN 9782312010359
- Une histoire de Cuba et d'Espagne: pour les nuls (en francés). Les Editions du Net, 262 páginas. ISBN 2312034980, ISBN 9782312034980